# Havardia acatlensis
La barba de chivo, huizache o tepeguaje (Havardia acatlensis) es un arbusto de hasta 6 metros de alto, que pertenece a la familia Fabaceae. Es una especie endémica de México, que no se encuentra en ninguna categoría de riesgo.

## Descripción
Es un árbol o arbusto de hasta 6m de alto. Los tallos y ramas de esta especie están cubiertos de vellosidades breves y rígidas.
Las hojas son de 3.5 a 7cm largo, con estípulas, de 4.5 a 5.2 mm de largo, transformadas en espinas, permanentes al madurar; pecíolos de 1 a1.5 cm de largo, ligeramente acanalados, cubierto de vellosidades breves y rígidas, con una glándula a la mitad del pecíolo; raquis de 0.8 a 1 cm de largo, cubierto de vellosidades breves y rígidas, con 2 a 4 pares de pinnas, de 2 a 3.4 cm de largo, provistas de vellosidades rígidas con una glándula entre el último par; los folíolos son de 7 a 9 pares por pinna, son más largos que anchos, de 3 a 5.5 mm de largo, de 1.5 a 2.3mm de ancho, con la base oblicua, el ápice en forma de hoz, cubierto de vellosidades breves y rígidas en haz y envés, con ligeras vellosidades,  nervadura  poco visible.
Las inflorescencias son axilares, con capítulos de hasta  7  cm  diámetro,  sin soporte, bráctea floral 2.5 mm largo, en forma de barquito, densamente pubescente. La flor tiene un cáliz de 0.7-1.0 cm largo, 4-5-lobado en la mitad de su largo, densamente cubierto de pelos ásperos; corola 1.3 a 2.2 cm largo, 5-lobada hasta la mitad del largo, densamente cubierto de pelos ásperos; estambres 2 a 3 cm de largo, que sobresalen.
El fruto es tipo legumbre, hasta 16 cm largo, 1.5 a 2.3 cm ancho, 3 a 4 mm grosor,  cubierto de pelos finos y suaves, tardíamente dehiscente por ambos  márgenes,  de color  amarillento  o  pardo-rojizo
Mientras que las semillas son de forma elíptica de 1.2 a 1.4  cm  largo, de aprox. 1 cm ancho y 3 a 4 mm grosor.
Esta especie, presenta su floración en febrero y entre abril y noviembre y su fructificación entre abril y junio, y de septiembre a diciembre. En el ápice de la yema floral siempre hay indumento denso, el cual funciona como un pegamento.

## Distribución
El género Havardia está integrado por siete especies, todas presentes en México. Su distribución es en la región tropical de América, desde el suroeste de Estados Unidos hasta Centroamérica. Para el caso de Havardia acatlensis es una especie endémica  de México,  que ha sido registrada en los estados  de Guerrero, México, Michoacán, Morelos, Nayarit, Oaxaca, y Puebla.

## Hábitat
Es una planta que se puede encontrar en bosque tropical caducifolio, dominado por especies arborescentes, donde la temperatura anual media oscila entre los 20 y 29 °C, con lluvias estacionales muy marcadas y cuya precipitación media anual varía entre los 300 y 1200 mm, también puede crecer y desarrollar en matorral xerófilo cuyo clima es seco, con lluvias muy escasas y precipitación menor a los 700 mm anuales, con temperatura promedio de 12 a 26 °C, se ha localizado en elevaciones de 900 a 1800 m.

## Estado de conservación
No se encuentra bajo ninguna categoría de riesgo en México, de acuerdo a la NOM-059- ECOL- SEMARNAT- 2010. Tampoco es una especie bajo ninguna categoría de protección de la UICN.